# TEMPO
TEMPO, de afkorting voor 2,2,6,6-tetramethylpiperidinyloxyl, is een stabiel vrij radicaal. Het is een nitroxylradicaal, waarbij het ongepaard elektron gedelokaliseerd over de stikstof-zuurstofbinding. TEMPO wordt gebruikt als reagens of katalysator in organische redoxreacties. Het radicaal kan onder milde omstandigheden reversibel worden geoxideerd. In zuivere toestand komt TEMPO voor als rode geurloze kristallen, die matig oplosbaar zijn in water.

## Synthese
TEMPO kan bereid worden door de oxidatie van 2,2,6,6-tetramethylpiperidine met een geschikte oxidator, zoals waterstofperoxide in kaliumhydroxide.

## Toepassingen
TEMPO wordt in de organische synthese hoofdzakelijk gebruikt als katalysator bij de oxidatie van primaire en secundaire  alcoholen tot respectievelijk aldehyden en ketonen. Daarbij wordt gebruikgemaakt van een stoichiometrische co-oxidator, zoals zuurstofgas, natriumhypochloriet, peroxycarbonzuren of hypervalente jodiumverbindingen (perjodinanen). Er zijn in de wetenschappelijke literatuur diverse voorbeelden bekend van de selectieve oxidatie van primaire alcoholen door TEMPO.
TEMPO is ook een veelgebruikte initiator van polymerisatiereacties, meer bepaald bij levende radicalaire polymerisaties of nitroxide mediated polymerization (NMP). Deze techniek is geschikt voor de synthese van polymeren met grote molaire massa met een kleine polydispersiteit en van blokcopolymeren.
In de biologie wordt TEMPO gebruikt als spinprobe om biomoleculen (bijvoorbeeld eiwitten) te labelen bij elektronspinresonantie.
TEMPO kan verder gebruikt worden als stabilisator of antioxidant (radicalenvanger).